# Society of Motion Picture and Television Engineers
La Society of Motion Picture and Television Engineers (SMPTE), fondée en 1916 sous le nom de Society of Motion Picture Engineers (SMPE), est une association internationale, située aux États-Unis, et composée d'ingénieurs. Elle développe des standards vidéo (elle en a déjà plus de 400 à son actif), qui sont utilisés par exemple par la télévision ou le cinéma numérique.
Les documents présentant les standards SMPTE peuvent être achetés sur le site de la SMPTE.
Les standards les plus significatifs à l'actif de la SMPTE incluent :
- tous les formats de transmission de cinéma et de télévision, y compris numérique ;
- les interfaces physiques pour la transmission de signaux de télévision et les données associées (comme le timecode SMPTE) ;
- le Material Exchange Format, ou MXF.